# Jaguar X250
Der Jaguar XF (intern: Jaguar X250) ist eine Pkw-Baureihe des britischen Herstellers  Jaguar Land Rover Limited, die in der oberen Mittelklasse angesiedelt ist. Der Nachfolger des Jaguar S-Type wurde im September 2007 auf der IAA in Frankfurt der Öffentlichkeit vorgestellt. Seit dem 8. März 2008 wurde das Fahrzeug auf dem deutschen Markt angeboten.
Im Sommer 2011 wurde er optisch überarbeitet und im Design dem neuen XJ angelehnt. Als technische Neuerung bekam der XF einen neuen Einstiegsdieselmotor. Ab November 2012 gab es auch einen Kombi („Sportbrake“).

## Allgemeines

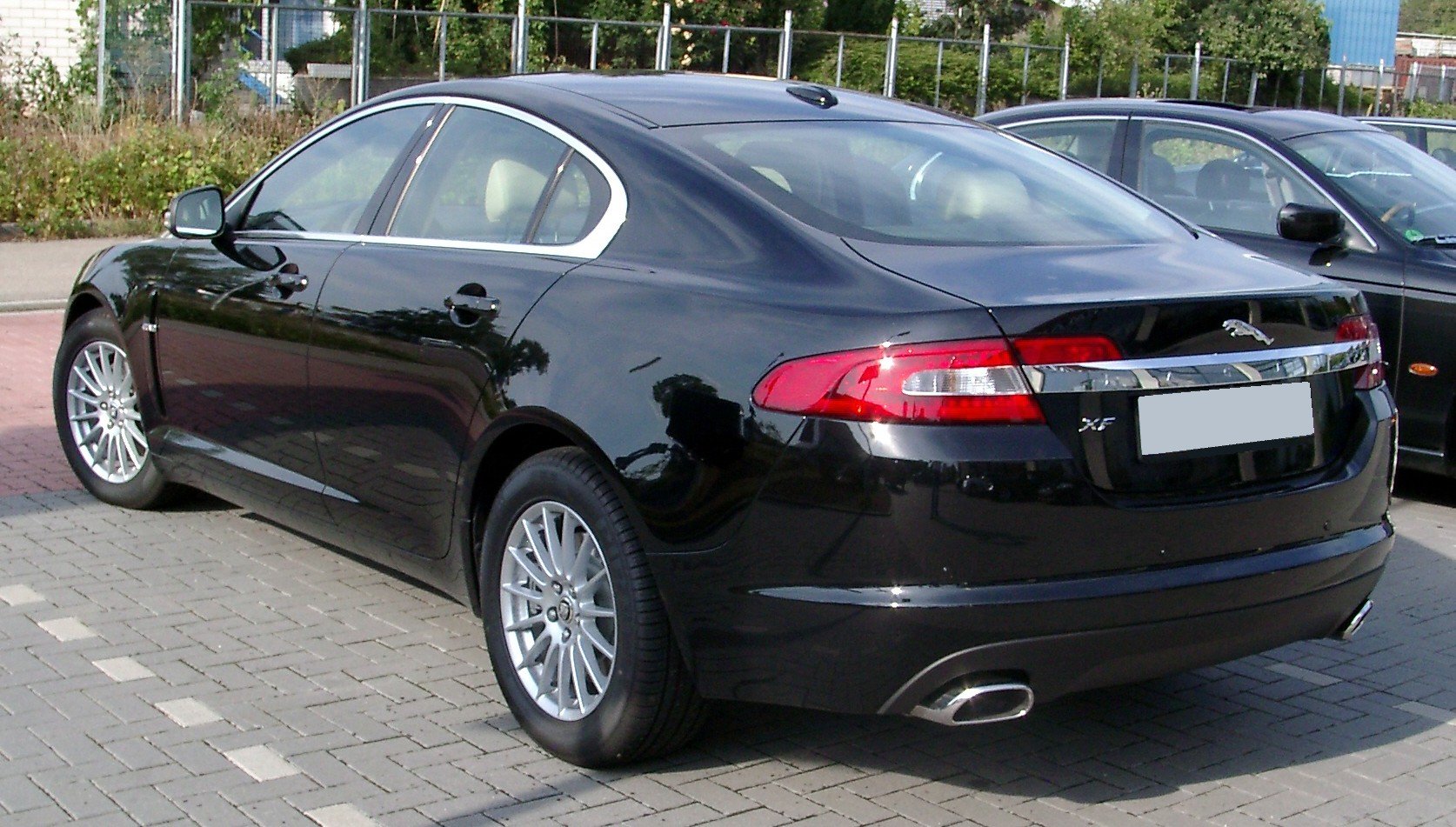
Heckansicht

Vom Design setzt der XF auf moderne coupéartige Formen statt des bekannten Retrostylings des S-Typs. Technisch orientiert sich der XF weitgehend am Coupé XK. So wurden Bodengruppe, Fahrwerk, Antrieb und zahlreiche Komponenten vom Jaguar XK übernommen. Der XF X250 war in drei verschiedenen Ausstattungen verfügbar: Luxury, Premium Luxury und SV8. Der Luxury war mit V6-Twin-Turbodiesel lieferbar, der Premium Luxury mit dem gleichen Diesel, dem V6 oder einem V8-Saugmotor. Den SV8 gab es nur in Kombination mit Kompressor-V8-Motor.
Im Interieur waren im XF einige Neuerungen, wie die drehbaren Lüftungsdüsen der Klimaautomatik, der Touchscreen-Monitor und der JaguarDrive Selector zu sehen. Die Gangstufen des Automatikgetriebes wurden hierbei über einen großen Rundcontroller eingelegt, der sich beim Start aus der Mittelkonsole erhebt. Auch das Nachfolgemodell X260 besitzt diese Details.
Der Kofferraum fasste etwa 500 Liter (mit Ersatzradmulde 540 Liter). Bei Bedarf konnte die Rückbank umgeklappt werden. So wuchs das Fassungsvermögen auf maximal 960 Liter.
Der Kofferraum des Kombi fasste 550 l bzw. 1675 l.
Im Jahr 2008 bekam der Jaguar XF einen red dot design award verliehen.

## Sicherheit
Beim Euro-NCAP-Crashtest im November 2010 bekam der Jaguar XF 28 Punkte beim Insassenschutz, 32 Punkte im Kinderschutz und 16 Punkte im Fußgängerschutz.
| Sonstige Messwerte            | Sonstige Messwerte              |
| ----------------------------- | ------------------------------- |
| Sterne im Euro-NCAP-Crashtest | 4 Sterne im Euro-NCAP-Crashtest |

## Technische Daten
Zunächst standen drei Motoren zur Auswahl:
ein 2,7-Liter-V6-Twin-Turbodiesel von Ford, der zusammen mit PSA entwickelt wurde und auch in den PSA-Modellen Peugeot 407 und 607 sowie Citroën C5 und Citroën C6 verbaut wurde; ein 3,0-Liter-V6-Benziner von Ford, den es (bis 2007) auch im Ford Five Hundred sowie im Spitzenmodell ST 220 des damaligen Ford Mondeo gab; sowie als einziger von Jaguar selbst hergestellter Motor ein 4,2-Liter-V8-Benziner als Saugmotor oder mit Kompressor.
Im April 2009 führte Jaguar für den XF ein aus dem 2,7-Liter- weiterentwickeltes 3,0-Liter-Dieselaggregat ein, das in zwei Leistungsstufen (176 und 202 kW) angeboten wurde. Die beiden 4,2-Liter-V8-Benziner wurden durch zwei 5,0-Liter-V8-Benziner abgelöst.
Im Mai 2010 wurde der 2,7-Liter-Dieselmotor durch eine auf 155 kW gedrosselte Version des bereits vorher eingeführten 3,0-Liter-Motors ersetzt. Ab 2011 gab es auch einen 2,2-Liter-Diesel von PSA (147 kW/200 PS, max. Drehmoment 450 Nm bei 2000/min, 135 g/km CO2).

### Ottomotoren
| XF                                           | 2.0 Ecoboost                 | 3.0                                 | 3.0 SC                              | 4.2                                | 4.2 SC                             | 5.0                                | 5.0 XF-R                           | 5.0 XF-RS                          |
| -------------------------------------------- | ---------------------------- | ----------------------------------- | ----------------------------------- | ---------------------------------- | ---------------------------------- | ---------------------------------- | ---------------------------------- | ---------------------------------- |
| Bauzeitraum:                                 | 10/2012–06/2015              | 03/2008–03/2011                     | 10/2012–06/2015                     | 03/2008–03/2009                    | 03/2008–03/2009                    | 04/2009–10/2012                    | 04/2009–06/2015                    | seit 03/2013                       |
| Motortyp:                                    | Reihenvierzylinder-Ottomotor | Sechszylinder-Ottomotor in V-Bauart | Sechszylinder-Ottomotor in V-Bauart | Achtzylinder-Ottomotor in V-Bauart | Achtzylinder-Ottomotor in V-Bauart | Achtzylinder-Ottomotor in V-Bauart | Achtzylinder-Ottomotor in V-Bauart | Achtzylinder-Ottomotor in V-Bauart |
| Aufladung:                                   | Turbolader                   | —                                   | Kompressor                          | —                                  | Kompressor                         | —                                  | Kompressor                         | Kompressor                         |
| Hubraum:                                     | 1999 cm³                     | 2967 cm³                            | 2995 cm³                            | 4196 cm³                           | 4196 cm³                           | 5000 cm³                           | 5000 cm³                           | 5000 cm³                           |
| max. Leistung bei min−1:                     | 177 kW (240 PS)/5500         | 175 kW (238 PS)/6800                | 250 kW (340 PS)/6500                | 219 kW (298 PS)/6000/min           | 306 kW (416 PS)/6250               | 283 kW (385 PS)/6500               | 375 kW (510 PS)/6000–6500          | 405 kW (550 PS)/6500               |
| max. Drehmoment bei min−1:                   | 340 Nm/2000–4000             | 293 Nm/4100                         | 450 Nm/3500–5000                    | 411 Nm/4100                        | 560 Nm/3500                        | 515 Nm/3500                        | 625 Nm/2500–5500                   | 680 Nm/2500–5500                   |
| Antriebsart:                                 | Hinterradantrieb             | Hinterradantrieb                    | Hinterradantrieb                    | Hinterradantrieb                   | Hinterradantrieb                   | Hinterradantrieb                   | Hinterradantrieb                   | Hinterradantrieb                   |
| Getriebe:                                    | 8-Stufen-Automatikgetriebe   | 6-Stufen-Automatikgetriebe          | 8-Stufen-Automatikgetriebe          | 6-Stufen-Automatikgetriebe         | 6-Stufen-Automatikgetriebe         | 6-Stufen-Automatikgetriebe         | 8-Stufen-Automatikgetriebe 1       | 8-Stufen-Automatikgetriebe 1       |
| Leergewicht:                                 | 1660 kg                      | 1679 kg                             | 1770 kg                             | 1749 kg                            | 1842 kg                            | 1780 kg                            | 1875 kg                            | 1987 kg                            |
| Beschleunigung, 0–100 km/h:                  | 7,5 s                        | 8,3 s                               | 5,9 s                               | 6,5 s                              | 5,4 s                              | 5,7 s                              | 4,9 s                              | 4,6 s                              |
| Höchstgeschwindigkeit:                       | 241 km/h                     | 237 km/h                            | 250 km/h (abgeregelt)               | 250 km/h (abgeregelt)              | 250 km/h (abgeregelt)              | 250 km/h (abgeregelt)              | 250 km/h (abgeregelt)              | 300 km/h (abgeregelt)              |
| Kraftstoffverbrauch auf 100 km (kombiniert): | 8,9 l Super                  | 10,5 l Super                        | 9,4 l Super                         | 11,1 l Super                       | 12,6 l Super                       | 11,1 l Super                       | 11,3 l Super                       | 11,6 l Super                       |
| CO2-Emission, kombiniert:                    | 207 g/km                     | 249 g/km                            | 224 g/km                            | 264 g/km                           | 299 g/km                           | 264 g/km                           | 268 g/km                           | 270 g/km                           |

Werte in [ ]-Klammern beziehen sich auf das Modell Sportbrake

### Dieselmotoren
| XF                                           | 2.2 D                          | 2.2 D                          | 2.2 D                          | 2.7 D                                 | 3.0 D                                 | 3.0 D                                 | 3.0 D-S                               |
| -------------------------------------------- | ------------------------------ | ------------------------------ | ------------------------------ | ------------------------------------- | ------------------------------------- | ------------------------------------- | ------------------------------------- |
| Bauzeitraum:                                 | 10/2012–06/2015                | 08/2011–09/2012                | seit 10/2012                   | 03/2008–03/2009                       | 05/2010–08/2011                       | seit 04/2009                          | seit 04/2009                          |
| Motortyp:                                    | Reihenvierzylinder-Dieselmotor | Reihenvierzylinder-Dieselmotor | Reihenvierzylinder-Dieselmotor | Sechszylinder-Dieselmotor in V-Bauart | Sechszylinder-Dieselmotor in V-Bauart | Sechszylinder-Dieselmotor in V-Bauart | Sechszylinder-Dieselmotor in V-Bauart |
| Aufladung:                                   | Biturbo                        | Biturbo                        | Biturbo                        | Biturbo                               | Biturbo                               | Biturbo                               | Biturbo                               |
| Hubraum:                                     | 2179 cm³                       | 2179 cm³                       | 2179 cm³                       | 2720 cm³                              | 2993 cm³                              | 2993 cm³                              | 2993 cm³                              |
| max. Leistung bei min−1:                     | 120 kW (163 PS)/3500           | 140 kW (190 PS)/3500           | 147 kW (200 PS)/3500           | 152 kW (207 PS)/4000                  | 155 kW (211 PS)/4000                  | 177 kW (240 PS)/4000                  | 202 kW (275 PS)/4000                  |
| max. Drehmoment bei min−1:                   | 400 Nm/2000                    | 450 Nm/2000                    | 450 Nm/2000                    | 435 Nm/1900                           | 450 Nm/2000                           | 500 Nm/2000                           | 600 Nm/2000                           |
| Antriebsart:                                 | Hinterradantrieb               | Hinterradantrieb               | Hinterradantrieb               | Hinterradantrieb                      | Hinterradantrieb                      | Hinterradantrieb                      | Hinterradantrieb                      |
| Getriebe:                                    | 8-Stufen-Automatikgetriebe     | 8-Stufen-Automatikgetriebe     | 8-Stufen-Automatikgetriebe     | 6-Stufen-Automatikgetriebe            | 6-Stufen-Automatikgetriebe            | 8-Stufen-Automatikgetriebe 2          | 8-Stufen-Automatikgetriebe 2          |
| Leergewicht:                                 | 1735 kg [1824 kg]              | 1745 kg                        | 1735 kg [1824 kg]              | 1771 kg                               | 1820 kg                               | 1820 kg [1880 kg]                     | 1820 kg [1880 kg]                     |
| Beschleunigung, 0–100 km/h:                  | 10,5 s [10,9 s]                | 8,5 s                          | 8,5 s [8,8 s]                  | 8,2 s                                 | 8,1 s                                 | 7,1 s                                 | 6,4 s [6,6 s]                         |
| Höchstgeschwindigkeit:                       | 209 km/h [200 km/h]            | 225 km/h                       | 225 km/h [214 km/h]            | 229 km/h                              | 240 km/h                              | 240 km/h                              | 250 km/h (abgeregelt)                 |
| Kraftstoffverbrauch auf 100 km (kombiniert): | 5,1 l Diesel                   | 5,4 l Diesel                   | 5,1 l Diesel                   | 7,5 l Diesel                          | 6,8 l Diesel                          | 6,0 l Diesel [6,2 l Diesel]           | 6,0 l Diesel [6,2 l Diesel]           |
| CO2-Emission, kombiniert:                    | 135 g/km                       | 149 g/km                       | 135 g/km                       | 199 g/km                              | 179 g/km                              | 159 g/km [163 g/km]                   | 159 g/km [163 g/km]                   |

Werte in [ ]-Klammern beziehen sich auf das Modell Sportbrake

## Modellpflege
Im August 2011 wurde der XF überarbeitet. Die meisten Änderungen waren kosmetisch, so wurde beispielsweise das Design der Scheinwerfer geändert, das damit dem des C-XF Conceptcar mehr ähnelte. Zusätzlich gab es serienmäßiges LED-Tagfahrlicht in Form eines liegenden Js. Die Lufteinlässe wurden an der Seite spitzer gestaltet, die Heckleuchten vergrößert und das Bremslicht zu einem liegenden J umgestaltet.
Im Innenraum hielten sich die Änderungen in Grenzen. Das Lenkrad wurde leicht dynamischer gestaltet und der Bereich um die Tasten und Regler wurde geschwärzt. Ebenso waren die Tasten in der Mittelkonsole und an der Getriebeeinheit nun schwarz.
Als Einstiegsmotorisierung kam nun ein neuer 2,2 Liter großer Vierzylinder-Biturbo-Diesel zum Einsatz. Ab diesem Zeitpunkt wurden alle Modelle mit Dieselmotoren mit einer 8-Stufen-Automatik ausgeliefert. Im 2.2 D arbeitet zudem ein Start-Stopp-System.
Neu waren auch das Black- sowie das Aerodynamic-Pack. Das Black-Pack beinhaltete eine schwarze Lackierung für alle Chrom-Elemente an der Wagenfront und den Fensterrahmen. Dazu kamen noch schwarze 20"-Felgen.
Das Aerodynamic-Pack umfasste eine überarbeitete Frontstoßstange, Seitenschweller, einen Heckklappenspoiler und einen schwarzen Kühlergrill.
Der Einstiegspreis für den XF betrug 2015 44.900 €.
Am 24. November 2012 wurde eine Kombivariante mit dem Namen Sportbrake eingeführt, die nur in Europa und mit drei leistungsstarken Diesel-Varianten erhältlich war. Im Februar 2015 zeichnete die Bewertungsorganisation Schwacke gemeinsam mit der Zeitschrift Auto Bild den Jaguar XF 3.0 V6 Diesel S Sportbrake als Wertmeister aus. Damit würdigten sie den höchsten Werterhalt in der Oberklasse von 53,5 Prozent.
Im Frühjahr 2013 folgte der XFR-S als Topmodell der Baureihe. Dieser verfügte über einen auf 405 kW (550 PS) gesteigerten Fünf-Liter-V8-Motor.
Im Frühjahr 2015 endete die Produktion der Limousine. Der Sportbrake wurde bis Ende 2015 gebaut.

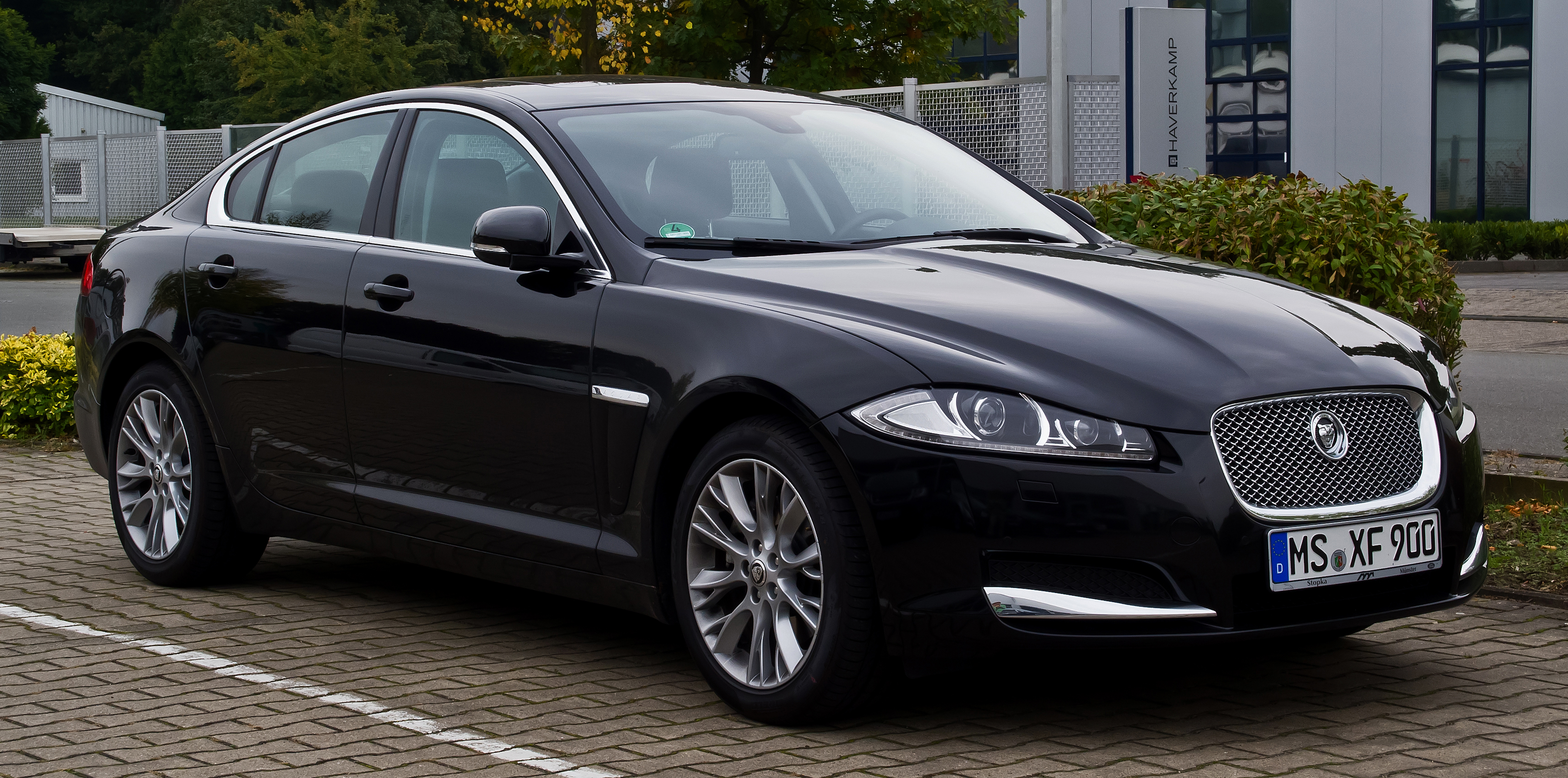
Jaguar XF (2011–2015)
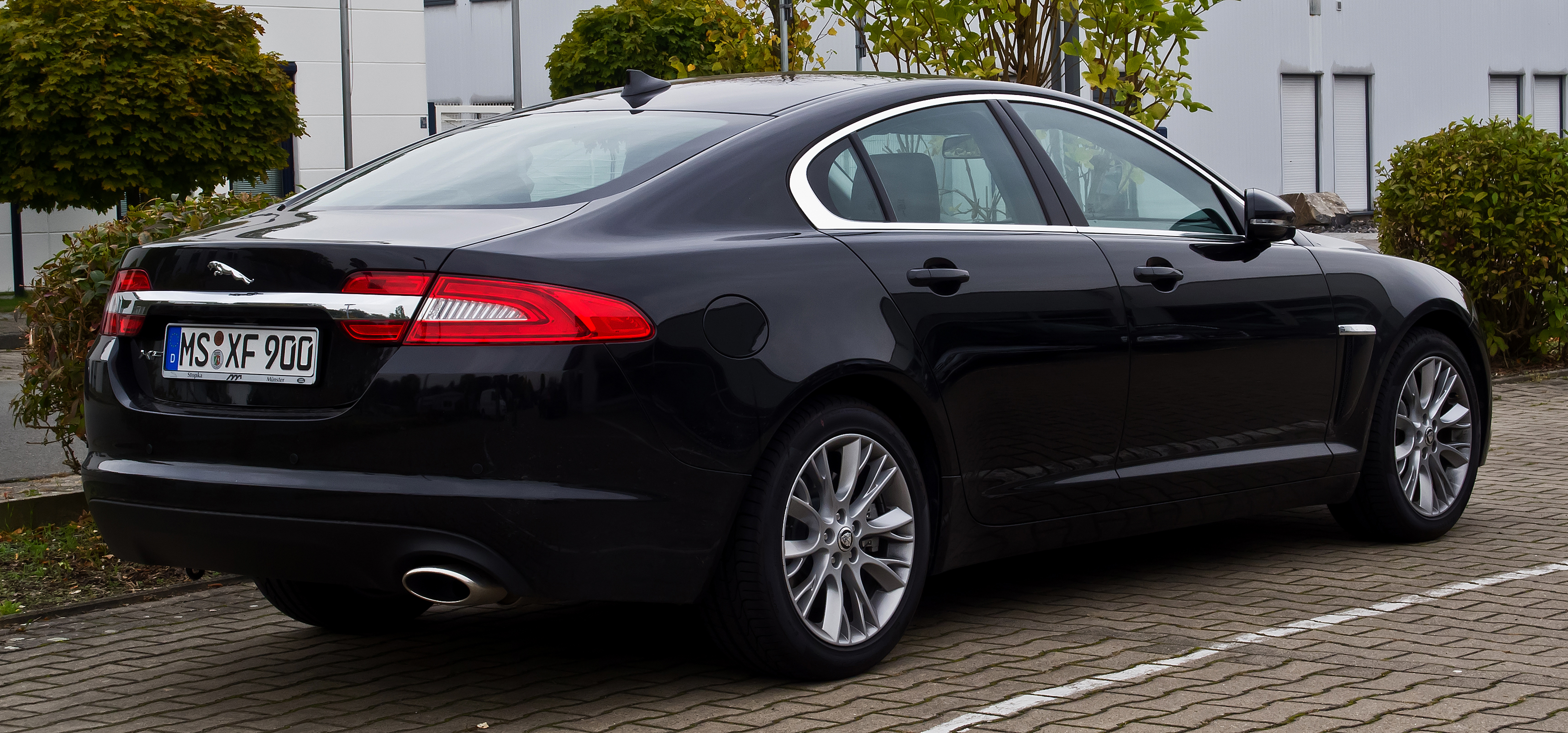
Heckansicht
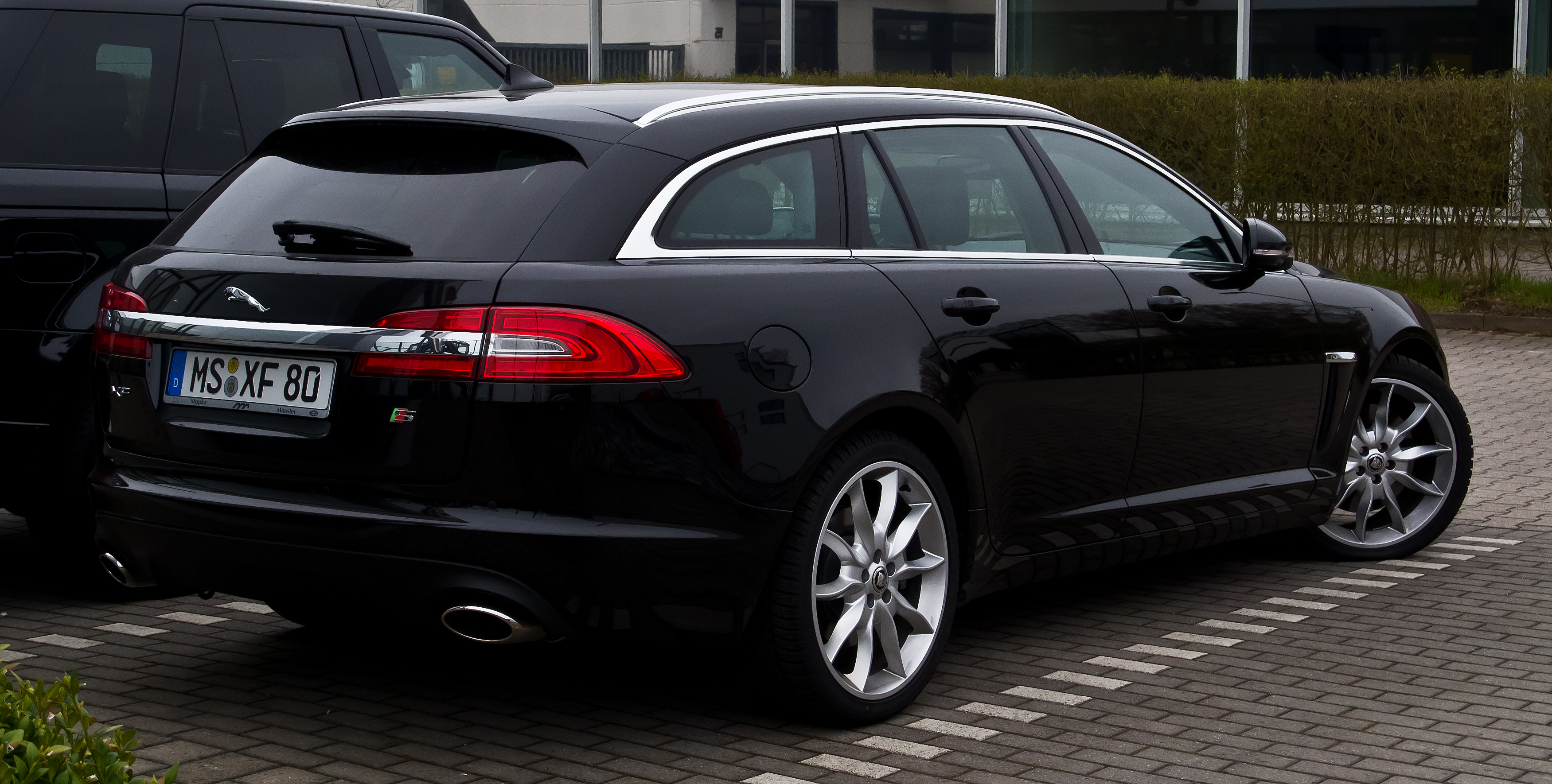
Jaguar XF Sportbrake (2012–2015)
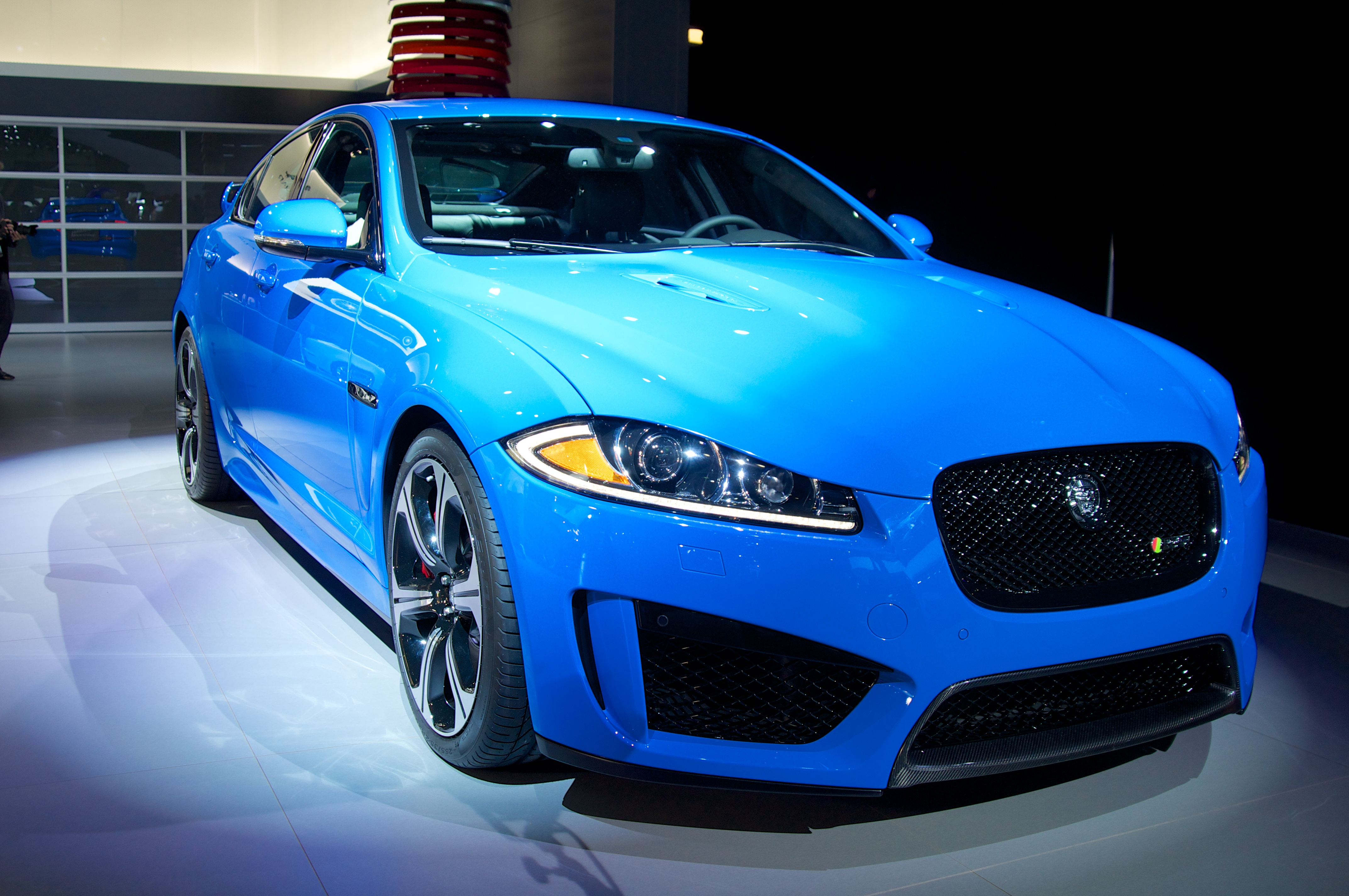
Jaguar XFR-S (2013–2015)